# 欽克萬德山
47°16′08″N 13°40′58″E / 47.268929°N 13.682699°E

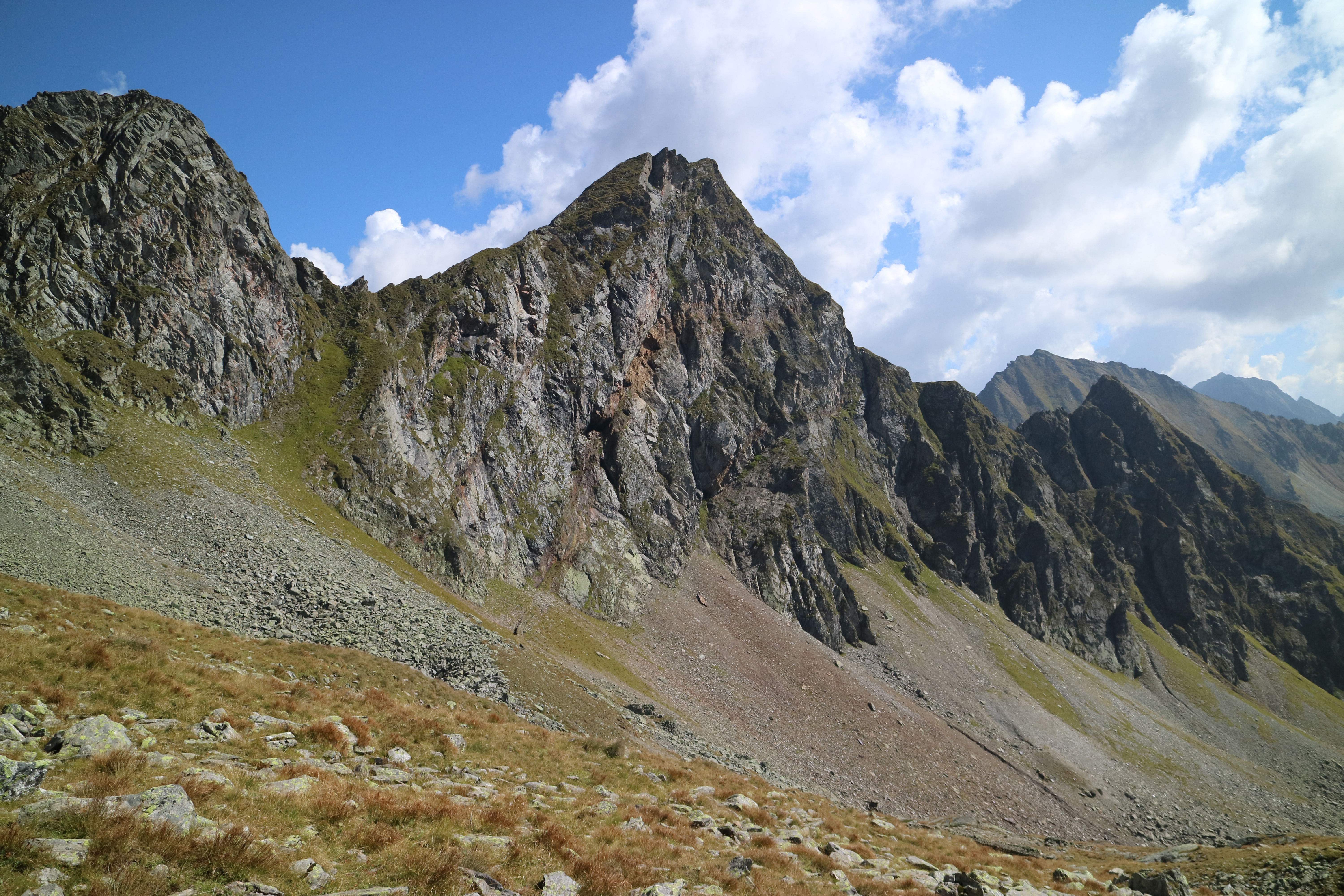

欽克萬德山（德語：Zinkwand），是奧地利的山峰，位於該國南部，處於施泰爾馬克州和薩爾茨堡州接壤的邊界，海拔高度2,442米，每年平均降雨量2,029毫米。